# 세타가야정
세타가야정(世田ヶ谷町)은 도쿄부 에바라군에 일찍이 존재했던 정이다. 현재의 도쿄도 세타가야구 북동부에 해당한다.

## 역사
- 1889년 5월 1일 - 정촌제 시행에 수반해 에바라군 세타가야촌이 성립하였다.
- 1923년 4월 1일 - 정으로 승격해 세타가야정이 되었다.
- 1932년 10월 1일 - 에바라군 전체가 도쿄시에 편입되어, 세타가야정의 구역은 세타가야구가 신설되었다.

## 교통

### 철도
- 다마카와 전기철도 (현 도큐전철)
  - 다마카와선
  - 다마가와선 지선
- 오다와라 급행철도 (현 오다큐 전철)
  - 오다와라선
- 게이오 전기철도 (현 게이오 전철)
  - 게이오선